# Trinitarier

Trinitarieordens fankors.

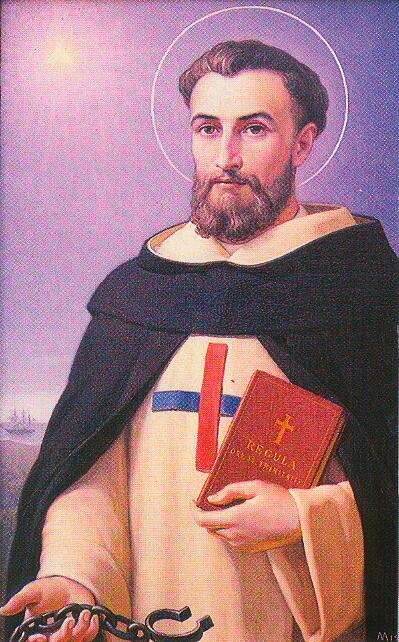
Johannes av Matha, en av ordensgrundarna

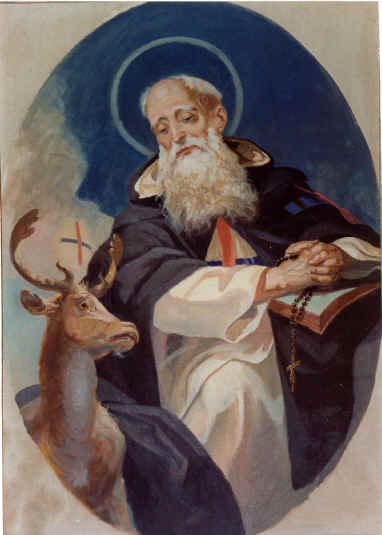
Felix av Valois, medgrundare.

Trinitarier är en katolsk munkorden, grundad omkring år 1198. Den grundades av Johannes av Matha och Felix av Valois. Ordens huvuduppgift var att friköpa kristna krigsfångar och slavar som tagits till fånga av muslimer.
Det fullständiga namnet på organisationen är det latinska Ordo Sanctissimae Trinitatis redemptionaris captivorum. Uttytt på svenska blir det "Treenighetens heligaste orden för återköp av fångna".